# جنسن ۵۴۱آر
جنسن ۵۴۱آر (Jensen 541R) خودرویی است که در سال‌های ۱۹۵۷ تا ۱۹۶۰  توسط شرکت انگلیسی جنسن موتورز تولید شده‌است.
این خودرو در کلاس خودرو GT قرار گرفته و است.
موتور آن ۳۹۹۳ سی‌سی سیستم جعبه‌دندهٔ آن ۴ دنده به صورت دستی است.
تاریخچه:
نمونه آلومینیومی اولیه در سال 1953 با نام 541 در نمایشگاه خودروی لندن ظاهر شد، اگرچه برای همه خودروهای تولیدی به الیاف شیشه تبدیل شد. در عرض یک سال، 541 جدید قبلاً بازخوردهای تحسین‌آمیزی را از مجلات به‌ویژه Autocar دریافت کرده بود که آزمایش‌کنندگان آن گرند تورر را به حداکثر سرعت بیش از 125 مایل در ساعت (201 کیلومتر در ساعت) رساندند. این سریعترین خودروی چهار نفره ای بود که مجله تا به حال در آن زمان آزمایش کرده بود.
طراحی:
طراحی خودرو توسط اریک نیل طراح جنسن بود و نه تنها جذاب به نظر می رسید، بلکه از نظر آیرودینامیکی نیز کارآمد بود. رقم سی دی تنها 0.39 ثبت شد که کمترین رقم در جنسن شد. بدنه یک شاسی ساخته شده با مهاربندی لوله های 5 اینچی (12.7 سانتی متر) با مخلوطی از پرس های فولادی و اعضای متقاطع برای ایجاد یک پلت فرم را پوشانده است.